# キシュ・ゲルゲー
キシュ・ゲルゲー（ハンガリー語: Kis Gergő、1988年1月19日 - ）は、ハンガリーの競泳選手。得意種目は自由形。
タポルツァの生まれ。出場したアテネオリンピックでは予選で23位につけた。2006年のヨーロッパジュニア選手権では400m個人メドレーで大会記録となる4分16秒82をたたき出し、金メダルを獲得。さらに200mバタフライで銀を獲得、1500m自由形でも4位につけた。2007年のヨーロッパ短水路選手権では1500m自由形で銀を、400m自由形で銅をそれぞれ獲得。2008年ヨーロッパ選手権では800m自由形で金を獲得した。2010年のヨーロッパ選手権でも400m自由形で銅を獲得し、800m自由形で4位につけた。
2011年世界水泳選手権では800m自由形と1500m自由形で銅メダルを獲得している。